# Liste der Kulturdenkmäler in Kirchditmold
Die folgende Liste enthält die in der Denkmaltopographie ausgewiesenen Kulturdenkmäler auf dem Gebiet des Ortsteils Kirchditmold der  Stadt Kassel, Hessen.
Hinweis: Die Reihenfolge der Denkmäler in dieser Liste orientiert sich an der Anschrift, alternativ ist sie auch nach der Bezeichnung oder der Bauzeit sortierbar.
Kulturdenkmäler werden fortlaufend im Denkmalverzeichnis des Landes Hessen durch das Landesamt für Denkmalpflege Hessen auf Basis des Hessischen Denkmalschutzgesetzes (HDSchG) geführt. Die Schutzwürdigkeit eines Kulturdenkmals hängt nicht von der Eintragung in das Denkmalverzeichnis des Landes Hessen oder der Veröffentlichung in der Denkmaltopographie ab.

Die Liste der Kulturdenkmäler in Kirchditmold enthält alle Kulturdenkmäler in Kirchditmold, die in der vom Landesamt für Denkmalpflege Hessen 2009 herausgegebenen Denkmaltopographie Stadt Kassel Band III veröffentlicht wurden.

## Legende
- Bezeichnung: Nennt den Namen, die Bezeichnung oder die Art des Kulturdenkmals.
- Lage: Nennt den Straßennamen und wenn vorhanden die Hausnummer des Kulturdenkmals. Die Grundsortierung der Liste erfolgt nach dieser Adresse. Der Link „Karte“ führt zu verschiedenen Kartendarstellungen und nennt die Koordinaten des Kulturdenkmals.
- Beschreibung: Nennt bauliche und geschichtliche Einzelheiten des Kulturdenkmals, vorzugsweise die Denkmaleigenschaften. In Klammern sollte die Begründung des Denkmalwertes abgekürzt angegeben werden: g = geschichtlich, k = künstlerisch, s = städtebaulich, t = technisch, w = wissenschaftlich.
- Bauzeit: Gibt die Datierung an; das Jahr der Fertigstellung bzw. den Zeitraum der Errichtung. Eine Sortierung nach Jahr ist möglich.

## Denkmalliste Kirchditmold

### Einzeldenkmale Kirchditmold
| Bild                                    | Bezeichnung            | Lage                                  | Beschreibung                    | Bauzeit | Daten |
| --------------------------------------- | ---------------------- | ------------------------------------- | ------------------------------- | ------- | ----- |
| Bild gesucht BW                         | Diedichsborn           | Am Hange o. Nr. Lage                  |                                 |         |       |
| Bild gesucht BW                         |                        | Baumgartenstraße 1 Lage               |                                 |         |       |
| Bild gesucht BW                         |                        | Baumgartenstraße 3 Lage               |                                 |         |       |
| Bild gesucht BW                         |                        | Baumgartenstraße 5 Lage               |                                 |         |       |
| Bild gesucht BW                         |                        | Baumgartenstraße 59 Lage              |                                 |         |       |
| Bild gesucht BW                         |                        | Baumgartenstraße 61 Lage              |                                 |         |       |
| Bild gesucht BW                         |                        | Christbuchenstraße 117 Lage           |                                 |         |       |
| Bild gesucht BW                         | Einfriedung            | Christbuchenstraße 157a Lage          |                                 |         |       |
| Bild gesucht BW                         |                        | Eckenstückerweg 35 Lage               |                                 |         |       |
| Bild gesucht BW                         |                        | Harleshäuser Straße 65 Lage           |                                 |         |       |
|                                         |                        | Heßbergstraße 1 Lage                  |                                 |         |       |
| Direkt Bild zu diesem Denkmal hochladen | Denkmal                | Kapellenweg o. Nr.                    |                                 |         |       |
| Bild gesucht BW                         |                        | Ochsenallee o. Nr. Prinzenquelle Lage |                                 |         |       |
|                                         |                        | Schanzenstraße 21 Lage                |                                 |         |       |
| Bild gesucht BW                         |                        | Schanzenstraße 71 Lage                | als „Katharinenhaus“ bezeichnet |         |       |
| Bild gesucht BW                         | Forsthaus Kirchditmold | Schanzenstraße 107 Lage               |                                 |         |       |
|                                         |                        | Teichstraße 35 Lage                   |                                 |         |       |
|                                         |                        | Wahlershäuser Straße 50 Lage          |                                 |         |       |
| Friedhof Kirchditmold                   | Friedhof Kirchditmold  | Weimersgasse 5 Lage                   |                                 |         |       |
| Bild gesucht BW                         |                        | Wilhelmshöher Weg 52 Lage             |                                 |         |       |
| Bild gesucht BW                         |                        | Wilhelmshöher Weg 60 Lage             |                                 |         |       |
| Bild gesucht BW                         | ehem. Tankstelle       | Wolfhager Straße 281 Lage             |                                 |         |       |
| Bild gesucht BW                         |                        | Wurmbergstraße 2 Lage                 |                                 |         |       |

### Sachgesamtheit Baumgartenstraße
| Bild            | Bezeichnung | Lage                        | Beschreibung | Bauzeit | Daten |
| --------------- | ----------- | --------------------------- | ------------ | ------- | ----- |
| Bild gesucht BW |             | Baumgartenstraße 7/9 Lage   |              |         |       |
| Bild gesucht BW |             | Baumgartenstraße 11/13 Lage |              |         |       |
| Bild gesucht BW |             | Baumgartenstraße 15/17 Lage |              |         |       |
| Bild gesucht BW |             | Baumgartenstraße 19/21 Lage |              |         |       |
| Bild gesucht BW |             | Baumgartenstraße 20 Lage    |              |         |       |
| Bild gesucht BW |             | Baumgartenstraße 22/24 Lage |              |         |       |
| Bild gesucht BW |             | Baumgartenstraße 23/25 Lage |              |         |       |
| Bild gesucht BW |             | Baumgartenstraße 26/28 Lage |              |         |       |
| Bild gesucht BW |             | Baumgartenstraße 27/29 Lage |              |         |       |
| Bild gesucht BW |             | Baumgartenstraße 30/32 Lage |              |         |       |
| Bild gesucht BW |             | Baumgartenstraße 31/33 Lage |              |         |       |
| Bild gesucht BW |             | Baumgartenstraße 35 Lage    |              |         |       |
| Bild gesucht BW |             | Baumgartenstraße 37 Lage    |              |         |       |
| Bild gesucht BW |             | Baumgartenstraße 39 Lage    |              |         |       |
| Bild gesucht BW |             | Baumgartenstraße 41 Lage    |              |         |       |
| Bild gesucht BW |             | Baumgartenstraße 42 Lage    |              |         |       |
| Bild gesucht BW |             | Baumgartenstraße 45 Lage    |              |         |       |

### Gesamtanlagen Kirchditmold
| Bild                                 | Bezeichnung                                   | Lage                    | Beschreibung | Bauzeit | Daten |
| ------------------------------------ | --------------------------------------------- | ----------------------- | --- | ------- | ----- |
| Bild gesucht BW                      | Gesamtanlage „Bardelebenstraße/Dalwigkstraße“ | siehe Beschreibung Lage | die in der Liste aufgeführten Teile der Gesamtanlage: - Bardelebenstraße 2, 4, 6-8, 10, 12, 14, 16, 20 und 22; - Dalwigkstraße 1, 3, 5, 7-9, 11, 13, 15, 17, 19, 21 und 23; - Knaustwiesen 17 und 19; - Sarah-Nußbaum-Platz sowie Zentgrafenstraße 60 und 64; |         |       |
| Gesamtanlage „Bruchstraße“           | Gesamtanlage „Bruchstraße“                    | siehe Beschreibung Lage | die in der Liste aufgeführten Teile der Gesamtanlage: - Bruchstraße 19, 21, 23-37; - Gaußstraße 1; |         |       |
| Gesamtanlage „Dorfkern Kirchditmold“ | Gesamtanlage „Dorfkern Kirchditmold“          | siehe Beschreibung Lage | die in der Liste aufgeführten Teile der Gesamtanlage: - Am Opferhof 1, 3 und 10; - Bruchstraße 4, 5 und 7; - Brunnenstraße 8, 10-43, 45, 47, 49, 51, 53 und Gerichtstisch; - Graustraße 1-3, 5, 7 und 9; - Harleshäuser Straße 2, 4, 6, 11 und 13; - Harnackstraße 3, 5, 7-9 und 11; - Hasselweg 12 und 14; - Hochzeitsweg 12, 14, 16 und 18; - Kapellenweg 16, 18, 20, 22-28 und 30; - Mergellstraße 1-25, 27, 29, 31, 33 und 35; - Riedeselstraße 2, 8 und 14; - Schanzenstraße 1 und 3; - Teichstraße 41, 43 und 45; - Wahlershäuser Straße 3-34, 36, 38, 40 und 42; - Weimersgasse 1 und 3; - Zentgrafenstraße 79, 81, 83, 85, 87, 89, 91, 93, 95, 97, 99, 101-140, 142, 144, 146, 148, 150, 152, 154, 156, 158, 160, 162, 164, 166, 168, 170/172, 174, 176, 178 und 180; |         |       |
| Bild gesucht BW                      | Gesamtanlage „Gerlandstraße/Schmerfeldstraße“ | siehe Beschreibung Lage | die in der Liste aufgeführten Teile der Gesamtanlage: - Gerlandstraße 5, 7, 9, 11, 13 und 15; - Zentgrafenstraße 80, 82, 84 und 86; |         |       |
| Bild gesucht BW                      | Gesamtanlage „Riedwiesensiedlung“             | siehe Beschreibung Lage | die in der Liste aufgeführten Teile der Gesamtanlage: - Am Diedichsborn 14-31, 33, 35, 37, 39 und 41; - Am Hange 19-49; - Am Hohen Rod 8, 10-21; - Am Hutekamp 1, 3-11; - Am Juliusstein 16-20; - Geröderweg 15-24, 26, 28 und 30; - Herrenwiesen 1 und 3; - Kleebreite 13-24 und 26; - Riedwiesen 23, 25, 27, 29-39, 40/42, 41, 43-46 und 48; - Zum Berggarten 26 und 30; |         |       |
| Bild gesucht BW                      | Gesamtanlage „Wurmbergstraße“                 | siehe Beschreibung Lage | die in der Liste aufgeführten Teile der Gesamtanlage: - Wurmbergstraße 77, 79, 81, 83, 85 und 86/88; |         |       |

#### Gesamtanlage Bardelebenstraße/Dalwigkstraße
Die Gesamtanlage Bardelebenstraße/Dalwigkstraße besitzt keine ausgewiesenen Einzeldenkmale.
| Bild | Bezeichnung | Lage                     | Beschreibung                    | Bauzeit | Daten |
| ---- | ----------- | ------------------------ | ------------------------------- | ------- | ----- |
|      |             | Bardelebenstraße 2 Lage  | (nur als Teil der Gesamtanlage) |         |       |
|      |             | Bardelebenstraße 4 Lage  | (nur als Teil der Gesamtanlage) |         |       |
|      |             | Bardelebenstraße 6 Lage  | (nur als Teil der Gesamtanlage) |         |       |
|      |             | Bardelebenstraße 6a Lage | (nur als Teil der Gesamtanlage) |         |       |
|      |             | Bardelebenstraße 7 Lage  | (nur als Teil der Gesamtanlage) |         |       |
|      |             | Bardelebenstraße 8 Lage  | (nur als Teil der Gesamtanlage) |         |       |
|      |             | Bardelebenstraße 10 Lage | (nur als Teil der Gesamtanlage) |         |       |
|      |             | Bardelebenstraße 12 Lage | (nur als Teil der Gesamtanlage) |         |       |
|      |             | Bardelebenstraße 14 Lage | (nur als Teil der Gesamtanlage) |         |       |
|      |             | Bardelebenstraße 16 Lage | (nur als Teil der Gesamtanlage) |         |       |
|      |             | Bardelebenstraße 18 Lage | (nur als Teil der Gesamtanlage) |         |       |
|      |             | Bardelebenstraße 20 Lage | (nur als Teil der Gesamtanlage) |         |       |
|      |             | Bardelebenstraße 22 Lage | (nur als Teil der Gesamtanlage) |         |       |
|      |             | Dalwigkstraße 1 Lage     | (nur als Teil der Gesamtanlage) |         |       |
|      |             | Dalwigkstraße 3 Lage     | (nur als Teil der Gesamtanlage) |         |       |
|      |             | Dalwigkstraße 3a Lage    | (nur als Teil der Gesamtanlage) |         |       |
|      |             | Dalwigkstraße 5 Lage     | (nur als Teil der Gesamtanlage) |         |       |
|      |             | Dalwigkstraße 7 Lage     | (nur als Teil der Gesamtanlage) |         |       |
|      |             | Dalwigkstraße 8 Lage     | (nur als Teil der Gesamtanlage) |         |       |
|      |             | Dalwigkstraße 9 Lage     | (nur als Teil der Gesamtanlage) |         |       |
|      |             | Dalwigkstraße 11 Lage    | (nur als Teil der Gesamtanlage) |         |       |
|      |             | Dalwigkstraße 13 Lage    | (nur als Teil der Gesamtanlage) |         |       |
|      |             | Dalwigkstraße 15 Lage    | (nur als Teil der Gesamtanlage) |         |       |
|      |             | Dalwigkstraße 17 Lage    | (nur als Teil der Gesamtanlage) |         |       |
|      |             | Dalwigkstraße 19 Lage    | (nur als Teil der Gesamtanlage) |         |       |
|      |             | Dalwigkstraße 21 Lage    | (nur als Teil der Gesamtanlage) |         |       |
|      |             | Dalwigkstraße 23 Lage    | (nur als Teil der Gesamtanlage) |         |       |
|      |             | Knaustwiesen 17 Lage     | (nur als Teil der Gesamtanlage) |         |       |
|      |             | Knaustwiesen 19 Lage     | (nur als Teil der Gesamtanlage) |         |       |
|      |             | Sarah-Nußbaum-Platz Lage | (nur als Teil der Gesamtanlage) |         |       |
|      |             | Zentgrafenstraße 60 Lage | (nur als Teil der Gesamtanlage) |         |       |
|      |             | Zentgrafenstraße 64 Lage | (nur als Teil der Gesamtanlage) |         |       |

#### Gesamtanlage Bruchstraße
- siehe Liste der Kulturdenkmäler in der Gesamtanlage Bruchstraße

#### Gesamtanlage Dorfkern Kirchditmold
| Bild                                                   | Bezeichnung                                            | Lage                                     | Beschreibung                    | Bauzeit | Daten |
| ------------------------------------------------------ | ------------------------------------------------------ | ---------------------------------------- | ------------------------------- | ------- | ----- |
|                                                        |                                                        | Am Opferhof 1 Lage                       |                                 |         |       |
|                                                        |                                                        | Am Opferhof 3 Lage                       |                                 |         |       |
|                                                        |                                                        | Am Opferhof 10 Lage                      |                                 |         |       |
|                                                        |                                                        | Bruchstraße 4 Lage                       | (nur als Teil der Gesamtanlage) |         |       |
|                                                        |                                                        | Bruchstraße 5 Lage                       | (nur als Teil der Gesamtanlage) |         |       |
|                                                        |                                                        | Bruchstraße 7 Lage                       | (nur als Teil der Gesamtanlage) |         |       |
|                                                        |                                                        | Brunnenstraße 1 Lage                     | (nur als Teil der Gesamtanlage) |         |       |
|                                                        |                                                        | Brunnenstraße 3 Lage                     | (nur als Teil der Gesamtanlage) |         |       |
|                                                        |                                                        | Brunnenstraße 5 Lage                     | (nur als Teil der Gesamtanlage) |         |       |
|                                                        |                                                        | Brunnenstraße 8 Lage                     | (nur als Teil der Gesamtanlage) |         |       |
|                                                        |                                                        | Brunnenstraße 11 Lage                    | (nur als Teil der Gesamtanlage) |         |       |
|                                                        |                                                        | Brunnenstraße 13 Lage                    | (nur als Teil der Gesamtanlage) |         |       |
|                                                        |                                                        | Brunnenstraße 15 Lage                    |                                 |         |       |
|                                                        |                                                        | Brunnenstraße 16 Lage                    |                                 |         |       |
|                                                        |                                                        | Brunnenstraße 17 Lage                    |                                 |         |       |
|                                                        |                                                        | Brunnenstraße 19 Lage                    | (nur als Teil der Gesamtanlage) |         |       |
|                                                        |                                                        | Brunnenstraße 21 Lage                    | (nur als Teil der Gesamtanlage) |         |       |
|                                                        |                                                        | Brunnenstraße 23 Lage                    | mit Einfriedung                 |         |       |
|                                                        |                                                        | Brunnenstraße 24 Lage                    | (nur als Teil der Gesamtanlage) |         |       |
| Bild gesucht BW                                        |                                                        | Brunnenstraße 28 Lage                    | (nur als Teil der Gesamtanlage) |         |       |
|                                                        |                                                        | Brunnenstraße 29 Lage                    | (nur als Teil der Gesamtanlage) |         |       |
|                                                        |                                                        | Brunnenstraße 31 Lage                    | (nur als Teil der Gesamtanlage) |         |       |
|                                                        |                                                        | Brunnenstraße 32 Lage                    | (nur als Teil der Gesamtanlage) |         |       |
|                                                        |                                                        | Brunnenstraße 33 Lage                    | (nur als Teil der Gesamtanlage) |         |       |
|                                                        |                                                        | Brunnenstraße 37 Lage                    | (nur als Teil der Gesamtanlage) |         |       |
|                                                        |                                                        | Brunnenstraße 39 Lage                    | (nur als Teil der Gesamtanlage) |         |       |
|                                                        |                                                        | Brunnenstraße 41 Lage                    | (nur als Teil der Gesamtanlage) |         |       |
|                                                        |                                                        | Brunnenstraße 42 Lage                    | (nur als Teil der Gesamtanlage) |         |       |
| Bild gesucht BW                                        |                                                        | Brunnenstraße 43 Lage                    | (nur als Teil der Gesamtanlage) |         |       |
| Bild gesucht BW                                        |                                                        | Brunnenstraße 45 Lage                    | (nur als Teil der Gesamtanlage) |         |       |
|                                                        |                                                        | Brunnenstraße 51 Lage                    | (nur als Teil der Gesamtanlage) |         |       |
|                                                        |                                                        | Brunnenstraße 53 Lage                    | (nur als Teil der Gesamtanlage) |         |       |
| Gerichtstisch                                          | Gerichtstisch                                          | Brunnenstraße o. Nr. Lage                |                                 |         |       |
|                                                        |                                                        | Graustraße 1 Lage                        | (nur als Teil der Gesamtanlage) |         |       |
|                                                        |                                                        | Graustraße 2 Lage                        | (nur als Teil der Gesamtanlage) |         |       |
| Bild gesucht BW                                        |                                                        | Graustraße 3 Lage                        | (nur als Teil der Gesamtanlage) |         |       |
|                                                        |                                                        | Graustraße 5 Lage                        | (nur als Teil der Gesamtanlage) |         |       |
| Bild gesucht BW                                        |                                                        | Graustraße 7 Lage                        | (nur als Teil der Gesamtanlage) |         |       |
|                                                        |                                                        | Graustraße 9 Lage                        | (nur als Teil der Gesamtanlage) |         |       |
|                                                        |                                                        | Harleshäuser Straße 2 Lage               | (nur als Teil der Gesamtanlage) |         |       |
|                                                        |                                                        | Harleshäuser Straße 4 Lage               | (nur als Teil der Gesamtanlage) |         |       |
|                                                        |                                                        | Harleshäuser Straße 6 Lage               | (nur als Teil der Gesamtanlage) |         |       |
|                                                        |                                                        | Harleshäuser Straße 11 Lage              | (nur als Teil der Gesamtanlage) |         |       |
|                                                        |                                                        | Harleshäuser Straße 13 Lage              | (nur als Teil der Gesamtanlage) |         |       |
|                                                        |                                                        | Harnackstraße 3 Lage                     | (nur als Teil der Gesamtanlage) |         |       |
|                                                        |                                                        | Harnackstraße 5 Lage                     | (nur als Teil der Gesamtanlage) |         |       |
|                                                        |                                                        | Harnackstraße 8 Lage                     |                                 |         |       |
|                                                        |                                                        | Harnackstraße 11 Lage                    | (nur als Teil der Gesamtanlage) |         |       |
|                                                        |                                                        | Hochzeitsweg 12 Lage                     | mit Einfriedung                 |         |       |
|                                                        |                                                        | Hochzeitsweg 14 Lage                     | (nur als Teil der Gesamtanlage) |         |       |
|                                                        |                                                        | Hochzeitsweg 16 Lage                     | (nur als Teil der Gesamtanlage) |         |       |
|                                                        |                                                        | Hochzeitsweg 18 Lage                     | (nur als Teil der Gesamtanlage) |         |       |
|                                                        |                                                        | Kapellenweg 16 Lage                      | (nur als Teil der Gesamtanlage) |         |       |
| Bild gesucht BW                                        |                                                        | Kapellenweg 23 Lage                      | (nur als Teil der Gesamtanlage) |         |       |
|                                                        |                                                        | Kapellenweg 25 Lage                      | (nur als Teil der Gesamtanlage) |         |       |
|                                                        |                                                        | Kapellenweg 27 Lage                      | (nur als Teil der Gesamtanlage) |         |       |
|                                                        |                                                        | Kapellenweg 28 Lage                      | (nur als Teil der Gesamtanlage) |         |       |
|                                                        |                                                        | Kapellenweg 30 Lage                      |                                 |         |       |
|                                                        |                                                        | Mergellstraße 8 Lage                     | (nur als Teil der Gesamtanlage) |         |       |
|                                                        |                                                        | Mergellstraße 11 Lage                    | (nur als Teil der Gesamtanlage) |         |       |
|                                                        |                                                        | Mergellstraße 13 Lage                    | (nur als Teil der Gesamtanlage) |         |       |
|                                                        |                                                        | Mergellstraße 16 Lage                    | (nur als Teil der Gesamtanlage) |         |       |
| Bild gesucht BW                                        |                                                        | Mergellstraße 21 Lage                    | (nur als Teil der Gesamtanlage) |         |       |
|                                                        |                                                        | Mergellstraße 22 Lage                    | (nur als Teil der Gesamtanlage) |         |       |
|                                                        |                                                        | Mergellstraße 23 Lage                    | (nur als Teil der Gesamtanlage) |         |       |
|                                                        |                                                        | Mergellstraße 24 Lage                    | (nur als Teil der Gesamtanlage) |         |       |
|                                                        |                                                        | Mergellstraße 27 Lage                    | (nur als Teil der Gesamtanlage) |         |       |
|                                                        |                                                        | Mergellstraße 29 Lage                    | (nur als Teil der Gesamtanlage) |         |       |
|                                                        |                                                        | Mergellstraße 33 Lage                    | (nur als Teil der Gesamtanlage) |         |       |
|                                                        |                                                        | Mergellstraße 35 Lage                    |                                 |         |       |
|                                                        |                                                        | Riedelstraße 2 Lage                      | (nur als Teil der Gesamtanlage) |         |       |
| Bild gesucht BW                                        |                                                        | Riedelstraße 8 Lage                      | (nur als Teil der Gesamtanlage) |         |       |
| Bild gesucht BW                                        |                                                        | Riedelstraße 14 Lage                     | (nur als Teil der Gesamtanlage) |         |       |
| ev. Kirche, Friedhofskapelle, ein Grabmal, Einfriedung | ev. Kirche, Friedhofskapelle, ein Grabmal, Einfriedung | Schanzenstraße 1 Lage                    |                                 |         |       |
|                                                        |                                                        | Schanzenstraße 3 Lage                    |                                 |         |       |
|                                                        |                                                        | Teichstraße 41 Lage                      |                                 |         |       |
|                                                        |                                                        | Teichstraße 43 Lage                      | (nur als Teil der Gesamtanlage) |         |       |
|                                                        |                                                        | Teichstraße 45 Lage                      | (nur als Teil der Gesamtanlage) |         |       |
|                                                        |                                                        | Wahlershäuser Straße 3 Lage              |                                 |         |       |
|                                                        |                                                        | Wahlershäuser Straße 4 Lage              | mit Einfriedung                 |         |       |
|                                                        |                                                        | Wahlershäuser Straße 7 Lage              |                                 |         |       |
| Bild gesucht BW                                        |                                                        | Wahlershäuser Straße 9 Lage              | (nur als Teil der Gesamtanlage) |         |       |
| Bild gesucht BW                                        |                                                        | Wahlershäuser Straße 13 Lage             | (nur als Teil der Gesamtanlage) |         |       |
| Bild gesucht BW                                        |                                                        | Wahlershäuser Straße 14 Lage             | (nur als Teil der Gesamtanlage) |         |       |
| Bild gesucht BW                                        |                                                        | Wahlershäuser Straße 15 Lage             | (nur als Teil der Gesamtanlage) |         |       |
| Bild gesucht BW                                        |                                                        | Wahlershäuser Straße 16 Lage             | (nur als Teil der Gesamtanlage) |         |       |
| Direkt Bild zu diesem Denkmal hochladen                |                                                        | Wahlershäuser Straße 17                  | (nur als Teil der Gesamtanlage) |         |       |
| Bild gesucht BW                                        |                                                        | Wahlershäuser Straße 18 Lage             | (nur als Teil der Gesamtanlage) |         |       |
| Bild gesucht BW                                        |                                                        | Wahlershäuser Straße 19 Lage             | (nur als Teil der Gesamtanlage) |         |       |
| Bild gesucht BW                                        |                                                        | Wahlershäuser Straße 20 Lage             |                                 |         |       |
| Direkt Bild zu diesem Denkmal hochladen                |                                                        | Wahlershäuser Straße 21                  | (nur als Teil der Gesamtanlage) |         |       |
| Bild gesucht BW                                        |                                                        | Wahlershäuser Straße 22 Lage             | (nur als Teil der Gesamtanlage) |         |       |
| Direkt Bild zu diesem Denkmal hochladen                |                                                        | Wahlershäuser Straße 23                  | (nur als Teil der Gesamtanlage) |         |       |
| Bild gesucht BW                                        |                                                        | Wahlershäuser Straße 24 Lage             | (nur als Teil der Gesamtanlage) |         |       |
| Bild gesucht BW                                        |                                                        | Wahlershäuser Straße 25 Lage             | (nur als Teil der Gesamtanlage) |         |       |
|                                                        |                                                        | Wahlershäuser Straße 26 Lage             |                                 |         |       |
| Bild gesucht BW                                        |                                                        | Wahlershäuser Straße 27 Lage             | (nur als Teil der Gesamtanlage) |         |       |
|                                                        |                                                        | Wahlershäuser Straße 28 Lage             | (nur als Teil der Gesamtanlage) |         |       |
| Bild gesucht BW                                        |                                                        | Wahlershäuser Straße 29 Lage             | (nur als Teil der Gesamtanlage) |         |       |
|                                                        |                                                        | Wahlershäuser Straße 30 Lage             |                                 |         |       |
|                                                        |                                                        | Wahlershäuser Straße 33 Lage             |                                 |         |       |
|                                                        |                                                        | Wahlershäuser Straße 34 Lage             | (nur als Teil der Gesamtanlage) |         |       |
|                                                        |                                                        | Wahlershäuser Straße 36 Lage             | (nur als Teil der Gesamtanlage) |         |       |
|                                                        |                                                        | Wahlershäuser Straße 38 Lage             |                                 |         |       |
|                                                        |                                                        | Wahlershäuser Straße 40 Lage             | (nur als Teil der Gesamtanlage) |         |       |
|                                                        |                                                        | Wahlershäuser Straße 42 Lage             | (nur als Teil der Gesamtanlage) |         |       |
|                                                        |                                                        | Weimersgasse 1 Lage                      | (nur als Teil der Gesamtanlage) |         |       |
|                                                        |                                                        | Weimersgasse 3 Lage                      | (nur als Teil der Gesamtanlage) |         |       |
|                                                        |                                                        | Zentgrafenstraße 79 Lage                 |                                 |         |       |
|                                                        |                                                        | Zentgrafenstraße 81 Lage                 |                                 |         |       |
|                                                        |                                                        | Zentgrafenstraße 83 Lage                 |                                 |         |       |
|                                                        |                                                        | Zentgrafenstraße 93 Lage                 | (nur als Teil der Gesamtanlage) |         |       |
|                                                        |                                                        | Zentgrafenstraße 95 Lage                 |                                 |         |       |
| Schule                                                 | Schule                                                 | Zentgrafenstraße 101/Kapellenweg 16 Lage | (nur als Teil der Gesamtanlage) |         |       |
|                                                        |                                                        | Zentgrafenstraße 102 Lage                | (nur als Teil der Gesamtanlage) |         |       |
|                                                        |                                                        | Zentgrafenstraße 107 Lage                |                                 |         |       |
|                                                        |                                                        | Zentgrafenstraße 108 Lage                |                                 |         |       |
|                                                        |                                                        | Zentgrafenstraße 110 Lage                |                                 |         |       |
|                                                        |                                                        | Zentgrafenstraße 112 Lage                | (nur als Teil der Gesamtanlage) |         |       |
|                                                        |                                                        | Zentgrafenstraße 114 Lage                | (nur als Teil der Gesamtanlage) |         |       |
|                                                        |                                                        | Zentgrafenstraße 116 Lage                | (nur als Teil der Gesamtanlage) |         |       |
|                                                        |                                                        | Zentgrafenstraße 116a Lage               | (nur als Teil der Gesamtanlage) |         |       |
|                                                        |                                                        | Zentgrafenstraße 118 Lage                | (nur als Teil der Gesamtanlage) |         |       |
|                                                        |                                                        | Zentgrafenstraße 119 Lage                | (nur als Teil der Gesamtanlage) |         |       |
|                                                        |                                                        | Zentgrafenstraße 120 Lage                | (nur als Teil der Gesamtanlage) |         |       |
|                                                        |                                                        | Zentgrafenstraße 121 Lage                | (nur als Teil der Gesamtanlage) |         |       |
|                                                        |                                                        | Zentgrafenstraße 125 Lage                | (nur als Teil der Gesamtanlage) |         |       |
|                                                        |                                                        | Zentgrafenstraße 128 Lage                |                                 |         |       |
|                                                        |                                                        | Zentgrafenstraße 130 Lage                |                                 |         |       |
|                                                        |                                                        | Zentgrafenstraße 131 Lage                | (nur als Teil der Gesamtanlage) |         |       |
|                                                        |                                                        | Zentgrafenstraße 132 Lage                | (nur als Teil der Gesamtanlage) |         |       |
| Bild gesucht BW                                        |                                                        | Zentgrafenstraße 133 Lage                | (nur als Teil der Gesamtanlage) |         |       |
|                                                        |                                                        | Zentgrafenstraße 134 Lage                | (nur als Teil der Gesamtanlage) |         |       |
|                                                        |                                                        | Zentgrafenstraße 135 Lage                | (nur als Teil der Gesamtanlage) |         |       |
|                                                        |                                                        | Zentgrafenstraße 137 Lage                | (nur als Teil der Gesamtanlage) |         |       |
|                                                        |                                                        | Zentgrafenstraße 139 Lage                | (nur als Teil der Gesamtanlage) |         |       |
|                                                        |                                                        | Zentgrafenstraße 142 Lage                | (nur als Teil der Gesamtanlage) |         |       |
|                                                        |                                                        | Zentgrafenstraße 146 Lage                | (nur als Teil der Gesamtanlage) |         |       |
|                                                        |                                                        | Zentgrafenstraße 148 Lage                | (nur als Teil der Gesamtanlage) |         |       |
|                                                        |                                                        | Zentgrafenstraße 152 Lage                | (nur als Teil der Gesamtanlage) |         |       |
|                                                        |                                                        | Zentgrafenstraße 156 Lage                |                                 |         |       |
|                                                        |                                                        | Zentgrafenstraße 164 Lage                | (nur als Teil der Gesamtanlage) |         |       |
|                                                        |                                                        | Zentgrafenstraße 166 Lage                | (nur als Teil der Gesamtanlage) |         |       |
|                                                        |                                                        | Zentgrafenstraße 168 Lage                | (nur als Teil der Gesamtanlage) |         |       |
|                                                        |                                                        | Zentgrafenstraße 170 Lage                |                                 |         |       |
|                                                        |                                                        | Zentgrafenstraße 172 Lage                |                                 |         |       |
|                                                        |                                                        | Zentgrafenstraße 174 Lage                | (nur als Teil der Gesamtanlage) |         |       |
|                                                        |                                                        | Zentgrafenstraße 178 Lage                | (nur als Teil der Gesamtanlage) |         |       |
|                                                        |                                                        | Zentgrafenstraße 180 Lage                |                                 |         |       |

#### Gesamtanlage Gerlandstraße/Schmerfeldstraße
Die Gesamtanlage Gerlandstraße/Schmerfeldstraße besitzt keine ausgewiesenen Einzeldenkmale.
| Bild            | Bezeichnung | Lage                     | Beschreibung                    | Bauzeit | Daten |
| --------------- | ----------- | ------------------------ | ------------------------------- | ------- | ----- |
|                 |             | Gerlandstraße 5 Lage     | (nur als Teil der Gesamtanlage) |         |       |
|                 |             | Gerlandstraße 7 Lage     | (nur als Teil der Gesamtanlage) |         |       |
| Bild gesucht BW |             | Gerlandstraße 9 Lage     | (nur als Teil der Gesamtanlage) |         |       |
|                 |             | Gerlandstraße 11 Lage    | (nur als Teil der Gesamtanlage) |         |       |
|                 |             | Gerlandstraße 13 Lage    | (nur als Teil der Gesamtanlage) |         |       |
|                 |             | Gerlandstraße 15 Lage    | (nur als Teil der Gesamtanlage) |         |       |
|                 |             | Zentgrafenstraße 80 Lage | (nur als Teil der Gesamtanlage) |         |       |
|                 |             | Zentgrafenstraße 82 Lage | (nur als Teil der Gesamtanlage) |         |       |
|                 |             | Zentgrafenstraße 84 Lage | (nur als Teil der Gesamtanlage) |         |       |
|                 |             | Zentgrafenstraße 86 Lage | (nur als Teil der Gesamtanlage) |         |       |

#### Gesamtanlage Riedwiesensiedlung
- siehe Liste der Kulturdenkmäler in der Gesamtanlage Riedwiesensiedlung

#### Gesamtanlage Wurmbergstraße
- siehe Liste der Kulturdenkmäler in der Gesamtanlage Wurmbergstraße